# Pedro (astrólogo)
Pedro (em latim: Petrus) foi um astrólogo e médico bizantino do século V da cidade de Constância, em Osroena. Autor de um livro sobre astrologia, foi mencionado em uma carta de Constância lida no Segundo Concílio de Éfeso em 449. Talvez possa ser associado ao arquiatro Pedro citado pelo médico Aécio de Amida.